# Swiss Cottage (métro de Londres)
Pour la zone urbaine, voir Swiss Cottage.
Swiss Cottage  est une station de la Jubilee line du métro de Londres, en zone 1. Elle est située sur la Finchley Road, à Swiss Cottage, sur le territoire du borough londonien de Camden.

## À proximité
- Swiss Cottage